# آلفا ایوالو
آلفا ایوالو یک سامانهٔ پیشرفتهٔ هوش مصنوعی است که توسط گوگل دیپ‌مایند برای کشف، طراحی و بهینه‌سازی خودکار الگوریتم‌ها توسعه یافته است. این سامانه با بهره‌گیری از مدل‌های زبانی بزرگ مانند Gemini و روش‌های تکاملی الهام‌گرفته از انتخاب طبیعی، قادر است طی فرایندی تکرارشونده، میلیون‌ها نسخهٔ متفاوت از الگوریتم‌ها را تولید، ارزیابی و پالایش کند. هدف از این فرایند، شناسایی کارآمدترین و دقیق‌ترین نسخه‌ها بر اساس معیارهایی مانند صحت عملکرد، سرعت اجرا و بهینه‌بودن مصرف منابع است.

## پیشینه
ایدهٔ AlphaEvolve بر پایهٔ این پرسش شکل گرفت که آیا هوش مصنوعی می‌تواند الگوریتم‌هایی کاملاً جدید و کارآمدتر از بهترین دستاوردهای انسانی بیابد. این پروژه ادامه‌ای بر سامانهٔ AlphaDev به‌شمار می‌رود که در سال ۲۰۲۳ با کشف الگوریتم‌های مرتب‌سازی سریع‌تر در سطح کد اسمبلی خبرساز شد. برخلاف AlphaDev که بر بهینه‌سازی کدهای موجود در سطح پایین و با استفاده از یادگیری تقویتی عمیق تمرکز داشت، AlphaEvolve قادر است از پایه و در سطوح بالاتر زبان‌های برنامه‌نویسی (مانند ++C و پایتون) الگوریتم‌های جدید خلق کند.

## شیوهٔ کار
AlphaEvolve کار خود را با «جمعیت اولیه» ای از الگوریتم‌ها آغاز می‌کند که ممکن است توسط انسان یا مدل زبانی ایجاد شده باشند. سپس با استفاده از مفاهیم زیست‌شناختی مانند جهش (Mutation) و ترکیب (Crossover) نسخه‌های جدیدی از الگوریتم‌ها را می‌سازد. هر نسخه به‌صورت خودکار بر اساس معیارهای تعریف‌شده (مانند درستی، سرعت و مصرف منابع) ارزیابی می‌شود. الگوریتم‌های برتر به نسل بعدی منتقل شده و نسخه‌های ضعیف‌تر حذف می‌شوند. این چرخه بارها تکرار می‌شود تا در نهایت نسخه‌های بهینه پدید آیند.

## دستاوردها
- بهینه‌سازی الگوریتم‌های زمان‌بندی در مراکز داده گوگل و بازیابی ۰٫۷٪ از ظرفیت محاسباتی بلااستفاده.
- کشف الگوریتمی برای ضرب ماتریس‌های مختلط ۴×۴ که رکورد ۵۰ ساله را شکست.
- بهینه‌سازی طراحی تراشه‌های TPU و بهبود هسته‌های محاسباتی برای آموزش مدل‌های هوش مصنوعی.

## تفاوت با AlphaDev
AlphaDev عمدتاً بر بهینه‌سازی الگوریتم‌های موجود در سطح پایین با استفاده از یادگیری تقویتی متمرکز بود، در حالی‌که AlphaEvolve رویکردی عمومی‌تر دارد و با بهره‌گیری از مدل‌های زبانی بزرگ و روش‌های تکاملی قادر به تولید الگوریتم‌های نو در حوزه‌های گوناگون است.

## چالش‌ها
از چالش‌های اصلی AlphaEvolve می‌توان به نیاز به توان پردازشی بسیار بالا، زمان‌بر بودن اجرای چرخه‌های تکاملی، دشواری تعریف توابع ارزیابی جامع و مشکل در تفسیر منطق داخلی الگوریتم‌های کشف‌شده اشاره کرد.

## کاربردهای بالقوه
انتظار می‌رود AlphaEvolve در آینده در حوزه‌هایی مانند علم مواد، کشف دارو، بهینه‌سازی سیستم‌های انرژی، مدل‌سازی تغییرات اقلیمی، رباتیک پیشرفته و مدیریت سرمایه‌گذاری مورد استفاده قرار گیرد. این فناوری نماد گذار از دوره‌ای است که انسان‌ها مستقیماً الگوریتم‌ها را طراحی می‌کردند، به عصری که در آن اهداف توسط انسان تعریف و بهترین مسیر دستیابی به آن‌ها توسط هوش مصنوعی کشف می‌شود.